# Omicidio di Luigi Marangoni
L'omicidio di Luigi Marangoni fu commesso a Milano il 17 febbraio 1981 dalla Colonna Walter Alasia delle Brigate Rosse.

## Storia

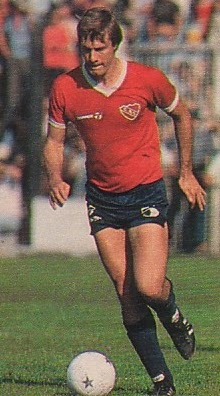
Luigi Marangoni (1937–1981)

Luigi Marangoni (Pavia, 11 agosto 1937 - Milano, 17 febbraio 1981) era un medico, direttore sanitario del policlinico di Milano, che aveva ricevuto numerose minacce, dopo avere denunciato gli autori di alcuni sabotaggi all'interno della struttura ospedaliera. Venne ucciso dalla Colonna Walter Alasia delle Brigate Rosse, il 17 febbraio 1981 mentre usciva con la sua Fiat Ritmo bianca da casa, in via Don Carlo Gnocchi 4, a Milano. Quattro terroristi, armati di mitra e di bastoni, bloccarono la sua auto e spararono in tre su di lui. Marangoni morì lasciando la moglie Vanna Bertelè, la figlia Francesca di 17 anni e il figlio Matteo di 15 anni. Era il nipote della ginnasta Carla Marangoni.
L'assassinio viene rivendicato con una telefonata ad un giornale a nome delle Brigate Rosse – colonna Walter Alasia – brigata Fabrizio Pelli.
Oggi l'ala del policlinico dedicata al coordinamento dei trapianti porta il suo nome.